# Il changeait la vie
Singles de Jean-Jacques Goldman
Puisque tu pars
(1988) Peur de rien blues
(1989)
Il changeait la vie est une chanson de Jean-Jacques Goldman, parue sur l'album Entre gris clair et gris foncé, en 1987. Elle est sortie en single en 1988, toutefois il s'agit d'une version live du titre, enregistrée lors d'un concert à Lille,, qui se retrouvera sur l'album live Traces.

## Accueil
Il changeait la vie entre le 24 décembre 1988 dans le Top 50 et y reste durant quatorze semaines. Il arrive à se classer jusqu'à la 14e place du classement en cinquième et en septième semaine.
Il s'agit du troisième single de Goldman, avec C'est ta chance et – plus tard – Peur de rien blues, le moins bien classé dans le Top dans les années 1980.
Il s'est écoulé à environ 150 000 exemplaires.

## Classement
| Classement (1989) | Meilleure position |
| ----------------- | ------------------ |
| France (SNEP)     | 14                 |

## Crédits
- Basse – Claude Le Péron
- Batteries – Jean-Claude Givone et Jean-François Gautier
- Guitare – Michael Jones
- Guitare, Chant – Jean-Jacques Goldman
- Claviers – Jacky Mascarel, Philippe Grandvoinet
- Son – Andy Scott
- Saxophone – Philippe Delacroix-Herpin

## Réutilisation
La chanson fut utilisée par Lionel Jospin lors de ses meetings à l'élection présidentielle française de 1995, une référence au slogan du programme politique du Parti socialiste entre 1971 et 1981 « Changer la vie », une expression d'Arthur Rimbaud,. 7 ans plus tard, Jospin reprit une autre chanson de Goldman, Ensemble.
Le 23 mars 2020, face à l'épidémie de COVID-19, Jean-Jacques Goldman fait une apparition dans une vidéo intitulée Ils sauvent nos vies reprise sur le même air. Il rend hommage à tous ceux, le personnel médical notamment, qui doivent affronter l'épidémie.